# رود الگی
رود الگی (به لاتین: Elgi) یک رود در روسیه است که در یاقوتستان واقع شده‌است.